# Bryum scoparium
Bryum scoparium là một loài rêu trong họ Bryaceae. Loài này được Hedw. Roucel mô tả khoa học đầu tiên năm 1803.